# Photosharing cu cod QR

## Istorie și context
Photosharing-ul, în forma sa tradițională, a apărut odată cu dezvoltarea primelor platforme de stocare și distribuire online a fotografiilor. Inițial, distribuirea imaginilor realizate la evenimente se realiza manual, prin albume foto fizice sau prin transmiterea digitală individuală (e-mail, CD-uri, stick-uri USB).
Odată cu extinderea accesului la internet de mare viteză și evoluția dispozitivelor mobile, soluțiile de photosharing bazate pe cloud au devenit din ce în ce mai populare. În acest context, tehnologia codurilor QR a adus o inovație majoră: distribuirea rapidă și automată a conținutului digital, prin simpla scanare a unui cod cu un smartphone.

## Funcționare
Serviciile de photosharing prin cod QR utilizează un flux de lucru simplificat:
- Fotografiile realizate la eveniment sunt încărcate într-un sistem de stocare online securizat.
- Organizatorii generează un cod QR unic, legat de albumul foto digital.
- Participanții la eveniment scanează codul QR cu telefoanele lor mobile și accesează direct galeria foto, fără a necesita aplicații suplimentare sau înregistrări.

Acest sistem oferă o experiență instantanee, intuitivă și sigură, atât pentru organizatori, cât și pentru invitați.

## Utilizare la nunți
Unul dintre principalele domenii în care photosharing-ul prin cod QR este aplicat cu succes este organizarea de nunți. În cadrul unei nunți:
- Fiecare invitat poate scana un cod QR disponibil la locație sau pe invitații și accesa fotografiile evenimentului în timp real sau la scurt timp după realizarea lor.
- Fotografii profesioniști sau cabinele foto automate încarcă instantaneu imaginile într-o galerie securizată.
- Invitatii pot descărca, salva sau distribui fotografiile cu ușurință, fără a depinde de procese de selecție și trimitere manuală din partea mirilor sau a fotografului.

Această tehnologie adaugă o notă modernă și elegantă experienței de nuntă, fiind extrem de apreciată de generațiile actuale de miri și invitați.

## Avantaje
- Acces instantaneu: Participanții pot vedea fotografiile imediat, fără întârzieri.
- Simplitate: Scanarea unui cod QR elimină pașii complicați de autentificare sau descărcare.
- Securitate: Accesul poate fi restricționat prin coduri private sau protecție cu parolă.
- Sustenabilitate: Eliminarea nevoii de suporturi fizice (stick-uri USB, albume).
- Experiență personalizată: Codurile QR pot fi integrate creativ în decorul evenimentului.

## Exemplu de platformă:Keepitcloud
Keepitcloud este un serviciu românesc specializat în photosharing prin cod QR, destinat în special evenimentelor private și corporate. Platforma, disponibilă la www.keepitcloud.com, permite organizatorilor să creeze albume foto digitale personalizate, accesibile prin scanarea unui cod QR unic.
Keepitcloud se adresează în principal:
- Nunților
- Petrecerilor private
- Evenimentelor corporate
- Festivalurilor și lansărilor de produse

Prin soluțiile oferite, Keepitcloud facilitează partajarea rapidă și elegantă a amintirilor, transformând fiecare eveniment într-o experiență memorabilă.